# Szentlélek Kongregáció

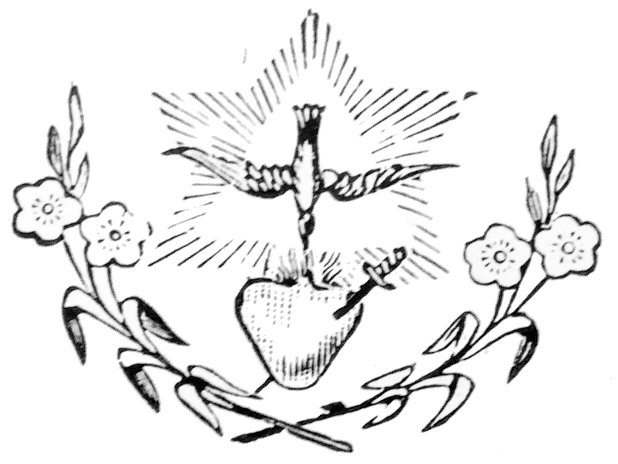
A Szentlélek atyák pecsétje.

A Szentlélek Kongregáció (teljes nevén: Mária Szeplőtelen Szívének Oltalma alatt álló Szentlélek Kongregáció; latinul: Congregatio Sancti Spiritus sub tutela Immaculati Cordis Beatissimae Virginis Mariae, rövidítve: C.S.S. vagy C.S.Sp.) egy missziós klerikus szerzetes kongregáció, akiknek tagjait Szentlélek atyáknak vagy spiritánusoknak neveznek.

## Története
A kongregáció két társulat egyesüléséből jött létre 1848-ban.
- Az egyik a hitetlenek közötti evangelizáció céljára, Claude-François Poullart-des-Places által ‑ a szegény papjelöltek megsegítésére 1703-ban alapított párizsi Szentlélek Szemináriumból ‑ 1734-ben alapított Szentlélek Kongregáció volt, amelyre 1805-ben a francia gyarmatok misszióinak vezetését bízták, és konstitúcióit 1824. február 7-én erősítette meg XII. Leó pápa.
- A másik társaságot François-Marie-Paul Libermann (a Magyar katolikus lexikonban Bruno Franz Leopold Liebermann) alapította 1841-ben, és Mária Szent Szíve Kongregációnak nevezte el.

A Szentlélek Kongregáció magába olvasztotta a Mária Szent Szíve Kongregációt, és megalapították a Mária Szeplőtelen Szívének Oltalma alatt álló Szentlélek Kongregációt. Az egyesített kongregáció alapszabályzata Libermann műve (hármas fogadalom). Az 1864-ben létrehozott németországi tartományát a Kulturkampf során 1873-ban felszámolták, de Amandus Acker 1895-ben helyreállította. 1980-ban 854 házban 3910 szerzetes, köztük 3143 pap, 2004-ben 708 házban 2985 szerzetes, köztük 2185 pap élt.

## Tevékenysége
A kongregáció alsó- és felsőfokú iskolákban, de mindenekelőtt afrikai és dél-amerikai missziós állomásokon tevékenykedik. A kongregáció által fenntartott Pittsburghi (Pennsylvania, USA) Duquesne Egyetemen alakult meg a Katolikus karizmatikus megújulás első imaközössége 1967. február 18-án.